# Antonin, paysan du Causse
 (juillet 2018).
Si vous disposez d'ouvrages ou d'articles de référence ou si vous connaissez des sites web de qualité traitant du thème abordé ici, merci de compléter l'article en donnant les références utiles à sa vérifiabilité et en les liant à la section « Notes et références ».
Antonin, paysan du Causse est un roman de Christian Signol publié en 1986.

## Résumé
Antonin nait en 1897 aux Bories, dans les causses du Haut Quercy égayées par les cigales. L'eau est si précieuse que son père le réveille la nuit pour écouter la pluie. Lorsqu'il a 13 ans, son père meurt. Les adultères sont annoncés en faisant une paillade entre les deux maisons. Les charivari annonçaient eux les deuxièmes noces des veuves jusqu'en 1914. Antonin est mobilisé en janvier 1915 et blessé, il rentre en 1916. Il est le seul des Bories à rentrer ! En 1919, sa sœur Antoinette demande sa part d'héritage et s'en va. En 1939, il épouse Mélanie. En janvier 1944, il rejoint les FFI. En juillet 1944, Mélanie enceinte, meurt du tétanos. La mère d'Antonin meurt en 1970. Il reste le dernier aux Bories et les maisons sont peu à peu louées ou vendues pour les vacances. En 1977, il est exproprié d'une parcelle. Un tisserand s'installe et Antonin meurt.